# Lijst van voetbalinterlands Afghanistan - Nepal (vrouwen)
Deze lijst van voetbalinterlands is een overzicht van alle officiële voetbalinterlands tussen de nationale vrouwenteams van Afghanistan en Nepal. De landen hebben tot nu toe twee keer tegen elkaar gespeeld. De eerste wedstrijd was op 14 december 2010 in Cox's Bazar tijdens het Zuid-Aziatisch kampioenschap voetbal vrouwen. De laatste confrontatie, ook bij het Zuid-Aziatisch kampioenschap voetbal vrouwen, was op 12 september 2012 in Colombo.

## Wedstrijden
| № | Plaats      | Datum             | Competitie                                        | Wedstrijd           | Uitslag |
| - | ----------- | ----------------- | ------------------------------------------------- | ------------------- | ------- |
| 1 | Cox's Bazar | 14 december 2010  | Zuid-Aziatisch kampioenschap voetbal vrouwen 2010 | Nepal − Afghanistan | 13 − 0  |
| 2 | Colombo     | 12 september 2012 | Zuid-Aziatisch kampioenschap voetbal vrouwen 2012 | Nepal − Afghanistan | 7 − 1   |

## Samenvatting
| Competitie                           | Totaal gespeeld | Winst Afghanistan | Gelijk | Winst Nepal | Doelsaldo Afghanistan – Nepal |
| ------------------------------------ | --------------- | ----------------- | ------ | ----------- | ----------------------------- |
| Zuid-Aziatisch kampioenschap voetbal | 2               | 0                 | 0      | 2           | 1 − 20                        |
| Totaal                               | 2               | 0                 | 0      | 2           | 1 − 20                        |